# ۶۱ (قمری)
سال ۶۱ هجری قمری. این سال با دوشنبه آغاز می‌شود. نخستین روزش برابر است با ۱۲ مهر ۵۹ هجری خورشیدی و ۱ اکتبر ۶۸۰ (میلادی). اول محرم این سال برابر با ۴م اکتبر سال ۶۸۰ میلادی است.

## رویدادها
- رویداد کربلا

## درگذشتگان
- ۱۰ محرم - حسین پسر علی و شهدای کربلا.

- ۲۰ صفر - زهرا بنت عبیدالله

- ۱۳ ربیع الثانی - ام کلثوم بنت عثمان

- ۱۲ رجب - ام کلثوم بنت علی

## وابسته
- عاشورا
- کربلا
- ابوخالد کابلی